# 蘭嶼袋唇蘭
蘭嶼袋唇蘭（学名：Hylophila nipponica）为蘭科光唇蘭(袋唇蘭)屬下的一个种。

## 扩展阅读
- 維基物種上的相關：蘭嶼袋唇蘭